# Orobanche androssovii
Orobanche androssovii là loài thực vật có hoa thuộc họ Cỏ chổi. Loài này được Novopokr. mô tả khoa học đầu tiên.